# (100915) 1998 KH49
(100915) 1998 KH49 es un asteroide perteneciente al cinturón de asteroides, región del sistema solar que se encuentra entre las órbitas de Marte y Júpiter, descubierto el 23 de mayo de 1998 por el equipo del Lincoln Near-Earth Asteroid Research desde el Laboratorio Lincoln, Socorro, Nuevo México, Estados Unidos.

## Designación y nombre
Designado provisionalmente como 1998 KH49. 

## Características orbitales
1998 KH49 está situado a una distancia media del Sol de 2,443 ua, pudiendo alejarse hasta 2,844 ua y acercarse hasta 2,042 ua. Su excentricidad es 0,164 y la inclinación orbital 7,878 grados. Emplea 1395,38 días en completar una órbita alrededor del Sol.

## Características físicas
La magnitud absoluta de 1998 KH49 es 16. Tiene 3,673 km de diámetro y su albedo se estima en 0,057. 